# Finta Béla
Finta Béla (Székelyudvarhely, 1960. szeptember 13. –) erdélyi magyar matematikus, egyetemi oktató.

## Élete
1975–1979 között szülővárosában végezte középiskolai tanulmányait. 1984-ben elvégezte a kolozsvári Babeș–Bolyai Tudományegyetem matematika szakát. 1985-ben operátorelméletből szerzett a mai mesteri fokozatnak megfelelő képzést a bukaresti egyetemen. 1998-ban doktori címet szerzett a kolozsvári egyetemen matematikából.
1985–1987 között középiskolai tanár a székelyudvarhelyi tanítóképzőben. 1987–1990 között Marosvásárhelyen dolgozik az ICPE vállalatnál programozó matematikusként. 1990-től a marosvásárhelyi Petru Maior Egyetemen dolgozik, tanársegéd (1990), adjunktus (1996), egyetemi docens (2002).

## Munkássága
Kutatási területei: matematikai és numerikus analízis.

### Könyvei
- Finta Béla: Analiză numerică, Editura Universităţii „Petru Maior”, 200 pagini, ISBN 973-7794-14-1, 2004.
- Finta Béla: Teoria probabilităţilor, Editura Universităţii „Petru Maior”, 208 pagini, ISBN 973-7794-13-3, 2004.
- Finta Béla: Capitole speciale de analiză numerică, Editura Universităţii „Petru Maior”, 212 pag, ISBN 973-8084-55-5, 2002
- Finta Béla: Capitole speciale de analiză numerică (egyetemi jegyzet), Universitatea „Petru Maior”, 212 pag, 2004.
- Finta Béla: Curs de analiză numerică (egyetemi jegyzet), Universitatea „Petru Maior”, 200 pag., 2004.
- Finta Béla, Curs de teoria probabilităţilor (egyetemi jegyzet), Universitatea „Petru Maior”, 208 pag., 2004.
- Finta B., Kiss E., Bartha Zs.: Algebrai struktúrák, Feladatgyűjtemény, Scientia Kiadó, Kolozsvár, 2006, ISBN 978-973-7953-67-4, pag. 156.

### Szakcikkei (válogatás)
- Finta Béla, Elements of the Linear Analytical Geometry in the Space l2, Scientific Bulletin of the “Petru Maior” University of Târgu Mureş, Vol. 3 ( XX ), New Series, Published by Editura Universitatii “Petru Maior”, Târgu Mureş, Romania, 2007, ISSN 1841-9267, pp. 89–94.
- Finta Béla. The Gauss Method for Infinite Systems of Linear Equations II, International Conference INTER-ING 2, 15–16 November 2007, “Petru Maior” University of Târgu Mureş, Romania, Section: Information Technology, pp. VI–6–(1–5).
- Finta Béla, Product of Binary Relations, International Conference European Integration between Tradition and Modernity, IETM2, 20–21 September 2007, “Petru Maior” University of Târgu Mureş, Romania, pp. 690–692.
- Finta Béla, The SOR Method for Infinite Systems of Linear Equations II, Proceedings of ICNAAM 2006, Wiley-VCH, ISBN 3-527-40743-X, International Conference of Numerical Analysis and Applied Mathematics, Hersonnisos, Crete, Greece, 15–19 September 2006, pp. 125–130.
- Finta Béla, The SOR Method for Infinite Systems of Linear Equations III, Carpathian J. Math., 22 ( 2006 ), No. 1-2, pp. 49–55.
- Finta Béla: A New Solved Question in Connection to a Problem of Pál Erdős (IV.), The 7th Junior Mathematical Congress, 25th June – 2nd July 2006, Târgu Mureş, Romania, Organizers: University of Miskolc, School Inspectorate of Mures County, Petru Maior University of Târgu Mureş, Sapientia University of Târgu Mureş, Romania, Partners: Ministry of Education and Research, Romanian Mathematical Scientific Society of Mures County.
- Finta Béla: The SOR Method for Infinite Systems of Linear Equations, microCAD 2006, International Scientific Conference, 16–17 March 2006, University of Miskolc, Hungary, Section G: Mathematics and Computer Science, pag. 21–28, ISBN 963 661 700 7 O, ISBN 963 661 707 4.
- Finta Béla, Geometrical Inequalities in Acute Triangle Involving the Medians II, Didactica Mathematica, Volume 25, no. 1, 2006, Romanian Mathematical Society, House of the book of science, Cluj- Napoca, ISSN 1843-1054.
- Finta Béla, The Gauss Method for Infinite Systems of Linear Equations, Scientific Bulletin of the “Petru Maior” University of Târgu Mureş, Vol. 2 ( XIX ), New Series, Published by Editura Universităţii “Petru Maior”, Târgu Mureş, Romania, 2006, ISSN 1841-9267, pp. 127–130.